# Chiesa di Santa Maria Assunta (Torre Pallavicina)
La chiesa di Santa Maria Assunta, conosciuta come santa Maria in Campagna, è la parrocchiale di Torre Pallavicina, nella frazione di Santa Maria, della provincia di Bergamo, ma inserita nella zona Pastorale 1 della diocesi di Cremona.

## Storia
La chiesa fu fondata il 12 gennaio 1478 dal vescovo di Cremona Giacomo Antonio della Torre, per volontà di Beatrice d'Este (1427-1497), figlia di Niccolò III d'Este, trasferitasi alla località Portici con la figlia illegittima Elisabetta Caterina Sforza dopo che il marito Tristano era morto. Il vescovo nominò cappellano-curato della nuova parrocchia il padre agostiniano Giovanni Guglielmo dè Pisoni da Fontanella.
Il territorio storicamente fu molto conteso durante il Trecento e il Quattrocento secolo e oggetto di lotte fratricide tra le famiglie guelfe e ghibelline, nonché tra i Visconti e i Torriani, e diviso tra Brescia, Cremona e Bergamo. Solo nel 1797 divenne territorio di Bergamo con la Repubblica Cisalpina, pur restando le sue chiese appartenenti alla diocesi di Cremona.
Vi è il documento dell'11 maggio 1534 che indica la nomina di padre Placido da Brescia, quale priore e amministratore perpetuo della congregazione dell'Osservanza della chiesa e del monastero. La donazione alla congregazione da parte del conte Adalberto Pallavicino, fu approvata da papa Giulio III come indicato nel cartiglio del cardinale Ranuccio Farnese del 27 novembre 1554 il quale indicava il diritto di nomina alla carica di priore, alla diocesi di Brescia. Questi doveva garantire
Fu quindi distrutto l'antico edificio e ricostruito dai frati Serviti che da Brescia si trasferirono a Santa Maria in Campagna, demolendo il vecchio tempio chiesuola, probabilmente di piccole dimensioni, per costruirne una di maggiori misura. La citazione posta sulla facciata ne conferma l'edificazione.
(Epigrafe posta in facciata)
La chiesa fu visitata dal vescovo di Cremona Girolamo Trevisan nel primo ventennio del Cinquecento e nel 1601 dal vescovo Cesare Speciano. Dalle relazioni si deduce che la chiesa era inserita nel vicariato di Calcio ed era gestita dai monaci del monastero dei Servi di Maria di Cremona. Vengono inoltre elencate in prossimità la chiesa dei Santi Nazario e Celso, e di Santa Lucia, e successivamente la chiesa dedicata alla Madonna di Loreto e a san Rocco. I documenti permettono anche una ricostruzione di come si presentava l'edificio nel Seicento, prima del suo rinnovamento. L'aula si trovava in buone condizioni con volta a botte; aveva quattro cappelle su entrambi i lati e due altari che non avevano la cappella in prossimità della zona presbiteriale. Questa era più basso, completa dal coro per i frati che vi potevano accedere direttamente dal convento da una scala che portava anche alla sagrestia e al campanile. il presbiterio era illuminato da due finestre. L'altare maggiore era posizionato sulla parete di fondo. La facciata era decorata e accedeva direttamente alla navata. Un piccolo cimitero era posto di fronte all'edificio anche se risulta fosse ancora privo di tombe essendo tutti i defunti sepolti all'interno della chiesa.
Nel 1786 il clero era retto da due sacerdoti, due chierici che coadiuvavano il curato.
Nei primi anni del Novecento la chiesa fu oggetto di restauro con la demolizione della volta a botte dell'aula e l'ampliamento degli spazi presbiteriali con la creazione della nuova cupola. Fu costruita anche una nuova torre campanaria.
Con l'organizzazione foranea del 1975 del vescovo Giuseppe Amari, la chiesa fu inserita con decreto del 9 settembre 1975 nel vicariato della zona Pastorale 1.

## Descrizione

### Esterno
L'edificio di culto è anticipato dal sagrato con pavimentazione in ciottolato delimitato da paracarri.
Il fronte principale, tripartito da quattro grandi lesene, risale al rifacimento del 1931, conserva il classico orientamento liturgico con abside a est, ed è a salienti. La facciata è divisa da una cornice in due ordini. Quello inferiore ospita l'ingresso principale risalente al 1590, data incisa sull'architrave, e quattro ingressi minori. La parte superiore degli ingressi ospitano una nicchia con le statue dei santi Paolo e Pietro, riconoscibili dagli attributi nelle due centrali, restano vuote quelle due laterali. L'ordine superiore, di misura inferiore delimitato da quattro grandi lesene, ospita centralmente un rosone e un altorilievo in marmo dove è impressa l'Assunzione di Maria opera scultorea dell'artista Ferraroni di Cremona. Quattro pinnacoli e la croce centrale coronano il fronte.

### Interno
L'interno a navata unica, con volta a botte è anticipata da un vestibolo composto da due grandi colonne in granito reggenti la cantoria completa dell'organo a canne. Cinque cappelle sono poste su entrambe le pareti laterali. La prima del lato sinistro ospita il fonte battesimale in marmo bianco. La volta ospita sei medaglioni con i dipinti raffiguranti la vita di Gesù opere del milanese Mario Albertella dei primi anni del Novecento.
La navata termina con la zona presbiteriale adornata da dipinti ed è completata dalla cupola affrescata da Giovanni Battista Jemoli. Il catino absidale ospita la grande corona dorata lignea.